# Agrupacions Independents de Canàries
Les Agrupacions Independents de Canàries són un partit polític canari que es fundà en 1985, amb la unió de diferents partits i agrupacions d'àmbit insular, procedents majoritàriament de l'antiga Unió de Centre Democràtic (UCD). Es tracta d'agrupacions de centredreta i insularistes.
En 1993 junt amb Iniciativa Canaria Nacionalista (ICAN), Asamblea Majorera (AM), Partit Nacionalista Canari (PNC) i Centre Canari Nacionalista (CCN) formaren Coalició Canària (CC).
Aconseguí representació parlamentària a les eleccions de 1986 i a les de 1989.
La AIC es va gestar el 1985 quan es fundà Federació d'Agrupacions Independents de Canàries (FAIC), que a l'any següent canviarà el seu nom pel d'Agrupacions Independents de Canàries.
Dins d'aquesta agrupació s'integraren l'Agrupación Tinerfeña Independiente (ATI), Agrupació Palmera d'Independents (API), Agrupació Gomera d'Independents (AGI), Independents de Fuerteventura (IF) i Agrupació Independents de Lanzarote (AIL). Durant un temps també formà part de les AIC el Partit d'Independents de Lanzarote (PIL)